# ベネッセコーポレーション東京ビル
ベネッセコーポレーション東京ビルは、東京都多摩市落合一丁目にある超高層ビルである。多摩ニュータウンにおける都市センターとして整備された「多摩センター地区」に所在し、ベネッセコーポレーションが東京本部を置く。

## 概要
福武書店が企業理念のBenesse（ベネッセ=よく生きるという意味のラテン語による造語）の具現化として、人間中心のオフィスを東京地区にどのように実現するかを模索した結果、安定した地盤、ライフラインやインフラの整備、氾濫する情報を客観的に見られる適当な距離と環境、都心に容易にアクセスできる交通機関の有無、通勤時間30分以内の職住近接などから総合的に判断し、多摩市を自社専用オフィスビルの建設地として選んだ。これを受け、建設工事に着手し1994年2月に「福武書店東京ビル」として竣工。翌年1月の社名変更で建物名称も「ベネッセコーポレーション東京ビル」に改められた。なお、東京本部は近隣のぺぺリビルに多摩第2オフィスを置くほか、新宿三井ビルディングに新宿オフィス、初台光山ビルに初台オフィスも構える。
1994年にグッドデザイン賞・日経ニューオフィス賞・日本サイン・デザイン協会賞奨励賞、95年に第36回BCS賞を受賞。

### 施設構成
超高層棟は、サイド・コア・システムの23m×25mの無柱の執務空間を基本とした地下1階、地上21階建て。高さは111.96mで多摩市で最も高いビルである。最上階となる21階にはプラネタリウム「ベネッセ・スター・ドーム」があり、平日は学校・教育団体の利用者は無償、土日・祝日や夏休み等は、一般利用者は有償で観覧可能となっている。2021年7月には、竣工以来、26年ぶりに全面リニューアルを行い、オフィス空間は固定席を廃止してフリーアドレス化を図り、オフィス面積を4割削減する一方で、チームビルディングやコラボレーションスペースを、1フロアにつき従来の13.7%から33.6%に拡充した。

ハローキティとしまじろうのモニュメント

2013年11月1日、建物東側の広場は同社の教材のキャラクターから「しまじろう広場」、パルテノン大通りから本ビルの前を通りサンリオピューロランドに至る歩行者用通路は「ハローキティストリート」と名付けられ、広場内にしまじろうとハローキティのモニュメントが設置された。ここでは両キャラクターのコラボレーションイベントなどが行われる。

## 近隣
- 多摩センター駅 - 最寄駅。京王相模原線、小田急多摩線、多摩都市モノレールが乗り入れる。
- 多摩美術大学美術館
- サンリオピューロランド
- パルテノン多摩
- 朝日生命多摩本社ビル - 多摩市鶴牧の超高層ビル。本ビルに次いで、市内2番目の高さ。